# Kevin Hofland
Kevin Hofland (Heerlen, 7 giugno 1979) è un allenatore di calcio ed ex calciatore olandese, di ruolo difensore, tecnico dell'Helmond Sport.

## Carriera

### Nazionale
Ha fatto il suo esordio col la maglia dei Paesi Bassi il 15 dicembre 2000 contro la Spagna.

## Palmarès

### Giocatore

#### Competizioni nazionali
- Campionato olandese: 2

PSV: 2000-2001, 2002-2003
- Coppa dei Paesi Bassi: 1

Feyenoord: 2007-2008
- Supercoppa dei Paesi Bassi: 3

PSV: 2000, 2001, 2003